# Fabio Staibano
Pas d'image ? Cliquez ici

a Compétitions nationales et continentales officielles uniquement.

b Matchs officiels uniquement.
Dernière mise à jour le 12 novembre 2021.
Fabio Staibano, né le 20 avril 1983 à Eboli (Italie), est un joueur de rugby à XV italien. Il évolue au poste de Pilier avec l'Aironi Rugby et avec l'Italie. Il mesure 1,83 m et pèse 123 kg.

## Carrière

### En club
- 2002-2008 : Rugby Parme
- 2008-2010 : Castres olympique
- 2010-2012 : Aironi Rugby
- 2012-2013 : London Wasps
- 2013-2014 : Petrarca Rugby Padoue
- 2014-2016 : Lyons Plaisance
- 2016-2017 : Amatori Capoterra
- 2017-2018 : Arechi Rugby
- 2018-2019 : Amatori Parma

### En équipe nationale
Il a honoré sa première cape internationale en équipe d'Italie le 11 juin 2006 à Tokyo par une victoire 52-6 contre l'équipe du Japon.

## Statistiques en équipe nationale
- 11 sélections entre 2006 et 2012.
- Sélections par année : 2 en 2006, 4 en 2007, 3 en 2009, 2 en 2012
- Tournoi des Six Nations disputé : 2007 et 2012
- Équipe d'Italie des moins de 25 ans
- Équipe d'Italie des moins de 21 ans